# 横田隆
横田 隆（よこた たかし、1924年12月7日 - 2011年6月8日）は、日本の官僚、経営者。京城生まれの茨城県出身。

## 経歴
1943年に逓信官吏練習所を卒業し、同年運輸通信省に入省した。
郵政省電波監理局での勤務を経て、1959年にフジテレビジョンに転じ、1971年にネットワーク局長、1975年に取締役、1983年には常務にそれぞれ就任した。1984年にテレビ熊本副社長に就任し、1997年から2001年まで会長を務めた。
2011年6月8日、肺がんのため死去した。86歳没。